# Flugfeld (Stadtteil)
Koordinaten: 48° 41′ 23″ N, 8° 59′ 43″ O

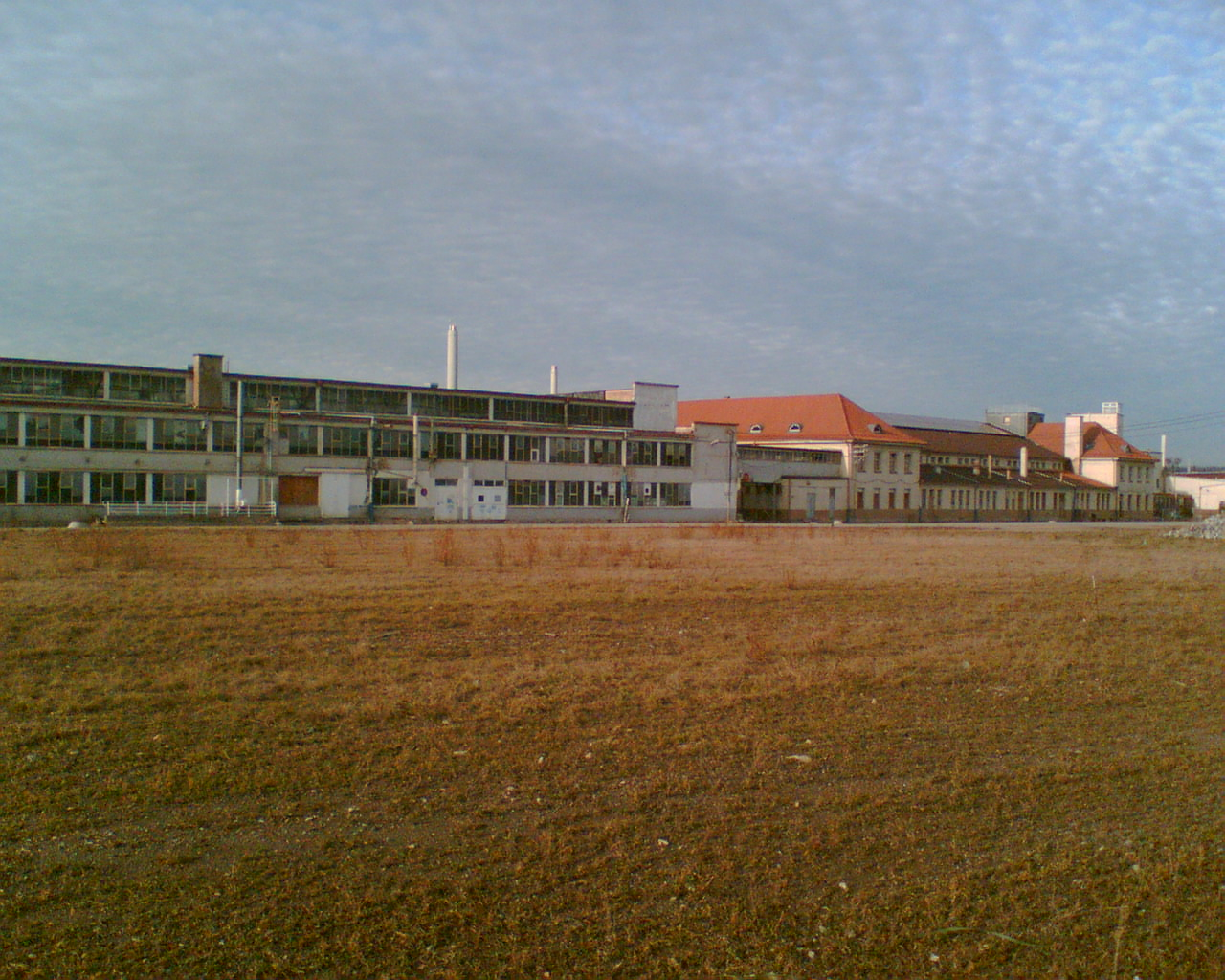
Das alte Flughafengebäude

Das Flugfeld ist ein interkommunales Wohn- und Gewerbegebiet, das bis 2031 gemeinschaftlich von den Städten Böblingen und Sindelfingen erschlossen wird. Mit einer Gesamtfläche von fast 80 ha zählt dieses Projekt zu einer der größten Stadtentwicklungen Süddeutschlands. Das Flugfeld liegt unmittelbar an der Bundesautobahn 81 Stuttgart–Singen. Ein Drittel des Areals befindet sich auf Sindelfinger, zwei Drittel auf Böblinger Gemarkung. Mit der Erschließung wurde eine Brache zwischen den beiden Städten geschlossen, die früher den Flughafen Böblingen beherbergte. Einige der denkmalgeschützten Gebäude wurden in den neuen Stadtteil integriert.

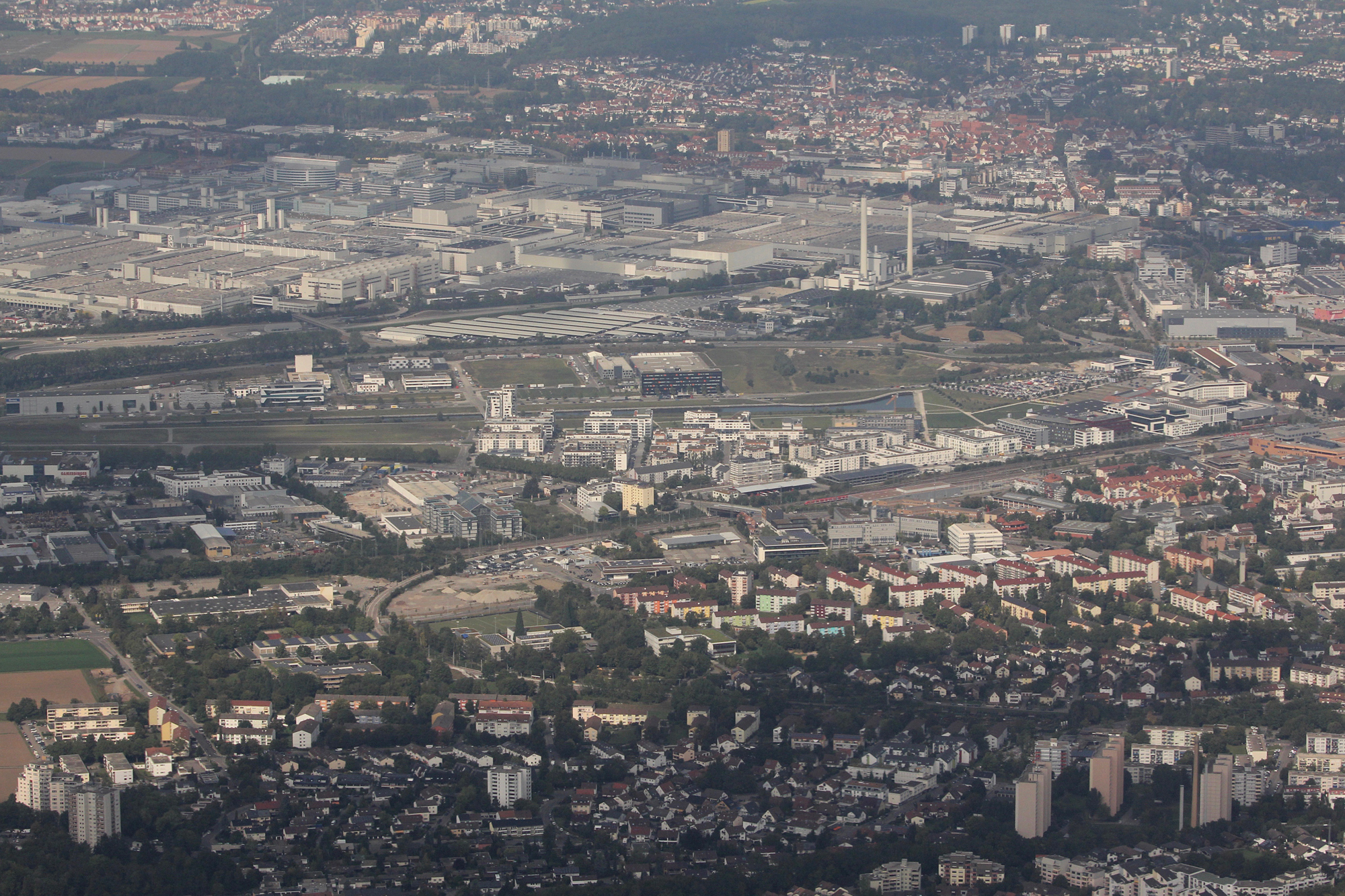
Flugfeld (in der Bildmitte) zwischen Sindelfingen (oben im Bild) und Böblingen (unten im Bild)

Ziel der beiden Städte ist es, mit dem Flugfeld ein Gewerbe- und Dienstleistungsgebiet mit einer Mischnutzung aus Produktion, Dienstleistung, Forschung, Bildung, Wohnen und Grünflächen zu entwickeln. Dazu gehört auch ein medizinisches Dienstleistungszentrum sowie ein Technologie-Kompetenzzentrum. Auf dem Flugfeld sollen so bis 2031 bis zu 7000 Arbeitsplätze entstehen, geplant ist außerdem die Errichtung von Wohneinheiten für rund 4000 Bewohner.

## Geschichte

### Flughafen und Militärnutzung

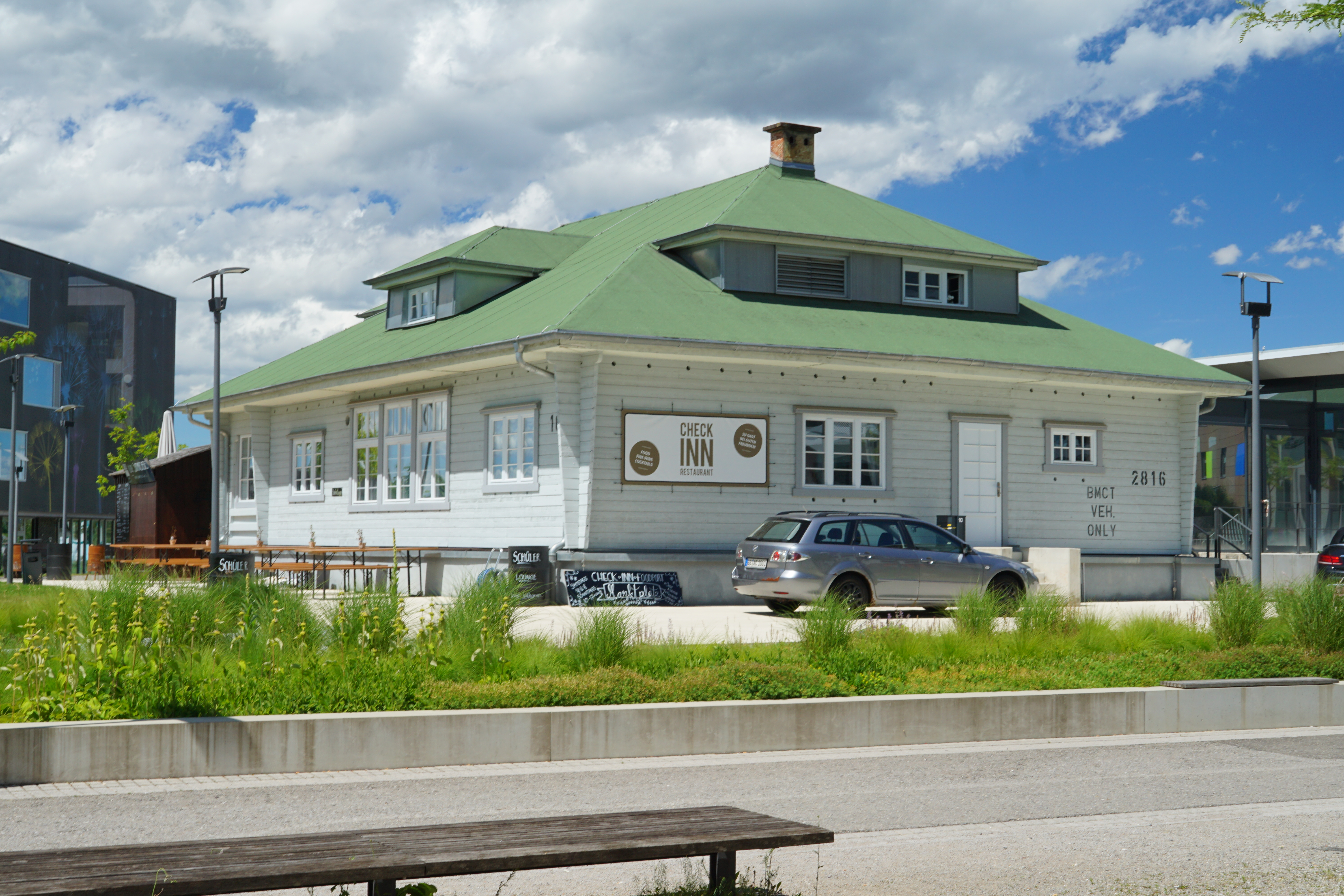
Empfangsgebäude (2020)

Von Juli 1915 bis 1918 befand sich auf dem Gelände ein Fliegerhorst, nach Kriegsende wurde der Flugplatz stillgelegt und die meisten Anlagen demontiert. Ab 1924 wurde auf dem Gelände der Landesflughafen eingerichtet, unter dem Namen Flughafen Stuttgart-Böblingen wurde er ins internationale Liniennetz eingebunden. 1938 wurde der Flughafen erneut von der Luftwaffe übernommen; mit Kriegsbeginn im September 1939 wurde der zivile Flugbetrieb vollständig eingestellt. Von 1945 bis 1992 nutzte die US-Armee das Gelände unter anderem als Reparaturwerk für ihre Fahrzeuge, danach befand sich das Gelände im Eigentum der Bundesvermögensverwaltung.

### Entwicklung ab 1992
Im Sommer 2001 beschlossen die Städte Böblingen und Sindelfingen, die Entwicklung des Geländes in eigener Regie zu betreiben. Für die Beplanung, Sanierung, Erschließung und Vermarktung gründeten sie im Mai 2002 den Zweckverband Ehemaliges Flughafengelände Böblingen/Sindelfingen. Aus dem städtebaulichen Realisierungswettbewerb ging als erster Preisträger die Arbeitsgemeinschaft Architektenpartnerschaft AP Mory, Osterwalder und Vielmo aus Stuttgart mit der Planungsgesellschaft Freiraum + Städtebau Hans Kienle hervor. Vor der Neubebauung musste das Areal über mehrere Jahre an verschiedenen Stellen saniert werden. Durch die Nutzung als Militärstandort war ein Teil des Bodens mit Schadstoffen belastet, insbesondere mit Kohlenwasserstoffen. Bei der Sanierung wurde das Gelände komplett von Resten der Bombenangriffe gesäubert. Für einige Jahre diente das Gelände nur als Schafweide.
Die Arbeitsgemeinschaft erstellte mit dem damaligen Planungsverband einen städtebaulichen Entwurf, der von den Gemeinderäten beider Städte als Grundlage weiterer städtebaulicher Planungen beschlossen wurde. Im Januar 2004 beschloss der Verband den Namen des zukünftigen Stadtquartiers, dabei fiel die Wahl auf die Bezeichnung Flugfeld. Seit Mai 2004 hat auch der Zweckverband Ehemaliges Flughafengelände seinen alten Namen abgelegt, um als Zweckverband Flugfeld Böblingen/Sindelfingen die Entwicklung und Vermarktung des Areals weiter voranzutreiben.

## Städtebaulicher Entwurf

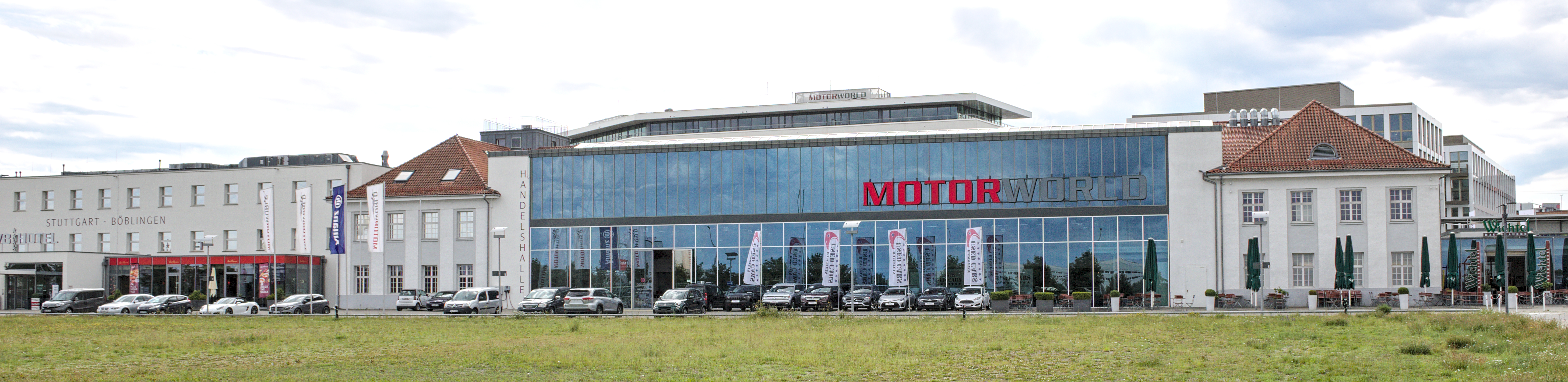
Motorworld Region Stuttgart

Aufbauend auf dem Siegerentwurf eines städtebaulichen Realisierungswettbewerbs aus dem Jahr 2000 wurde für das Flugfeld ein städtebaulicher Entwurf entwickelt und inzwischen mehrfach fortgeschrieben. Der Charakter des Geländes wird durch das Zusammenspiel verschiedener Nutzungen geprägt. Verdichtete Bauflächen stehen größeren Freiflächen gegenüber. Das Zentrum ist eine Grünfläche mit dem Langen See. Rund um den See wurden einzelne Teil-Quartiere mit unterschiedlichen Nutzungsschwerpunkten angesiedelt.
Zum Bereich Forum gehören unter anderem die denkmalgeschützten Gebäude des ehemaligen Landesflughafens Württemberg. In diesen wurden in Verbindung mit Neubauten das Projekt Motorworld Region Stuttgart aufgebaut (ehemals Meilenwerk), das Handel und Dienstleistungen zu Oldtimern und Supersportwagen anbietet. 
In der Bauzeile zwischen Hanns-Klemm-Platz und Bahnhof befindet sich das Technologie-Kompetenzzentrum „Forum 1“, des Weiteren befindet sich dort das medizinische Dienstleistungszentrum „medicum“. 
In der Parkstadt entstand ein Wohngebiet in Bahnhofsnähe. Neben Wohngebäuden wurden dort auch Kindertagesstätten, Bildungseinrichtungen und Geschäfte angesiedelt.
Zwischen der durch das Flugfeld führenden Hauptverkehrsstraße Flugfeld-Allee und dem Langen See sieht die Stadtplanung eine lange, aufgelockerte Gebäudezeile vor. Entlang des Seeufers entstand eine Promenade. Nördlich der Straße entsteht das Gewerbegebiet Am Wall in der Nähe der Autobahnauffahrt. Hier befindet sich seit 2008 auch die Freizeitanlage Sensapolis. Das Flugfeld wird durch einen ca. zwei Kilometer langen Erdwall von der Bundesautobahn 81 Stuttgart–Singen getrennt.
Auf dem Geländeabschnitt Campus ist der Bau von Hochhäusern für Büros und Dienstleistungsunternehmen geplant. Auf dem ca. 54.000 Quadratmeter großen Teil-Areal ist eine Bruttogeschossfläche von 90.000 Quadratmeter vorgesehen (Grundflächenzahl 1,0, Geschossflächenzahl 1,6).

### Langer See

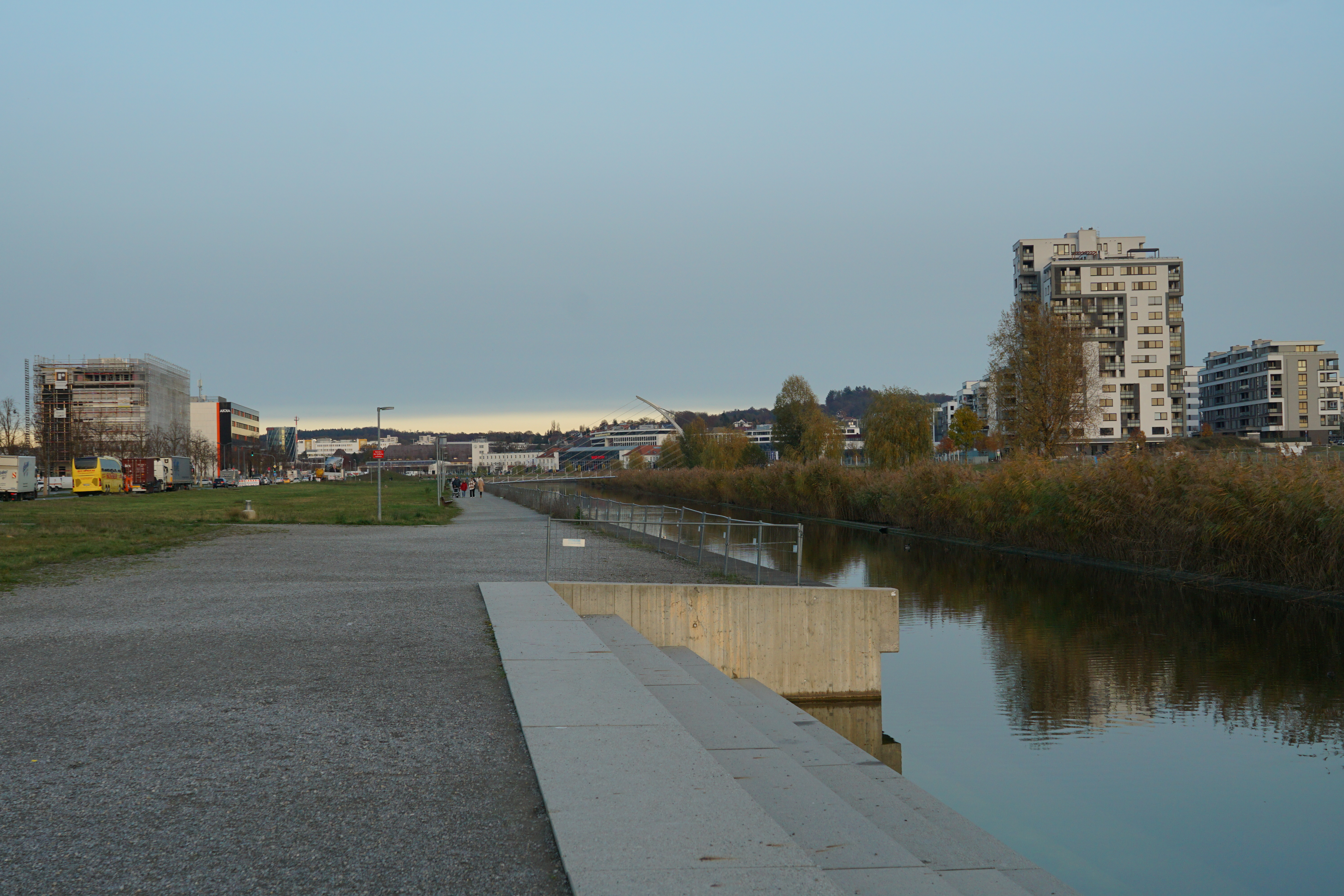
Langer See von Westen her

Der Lange See ist 860 Meter lang und wird von der Harfenbrücke überquert. Der See wird über drei Regenreinigungsbecken durch das Regenwasser aus dem Viertel gespeist. Regen, der von den Gebäuden, Verkehrs- und Erdoberfläche abfließt, sammelt sich in den Regenreinigungsbecken. Eingeschwemmte Nährstoffe und Schwebstoffe werden durch den Pflanzenbewuchs in den Regenreinigungsbecken aus dem Kreislauf entnommen. Von dort läuft das Wasser langsam in den See. Der See selbst ist gegenüber dem Grundwasser abgedichtet und überschüssiges Wasser wird langsam über den Aischbach in die Schwippe abgegeben. Das Südufer ist als Schilfzone konzipiert und ermöglicht Wasservögeln das Brüten. Konzeptionell dienen die Regenreinigungsbecken und der Lange See auch dem Hochwasserschutz.

### Harfenbrücke

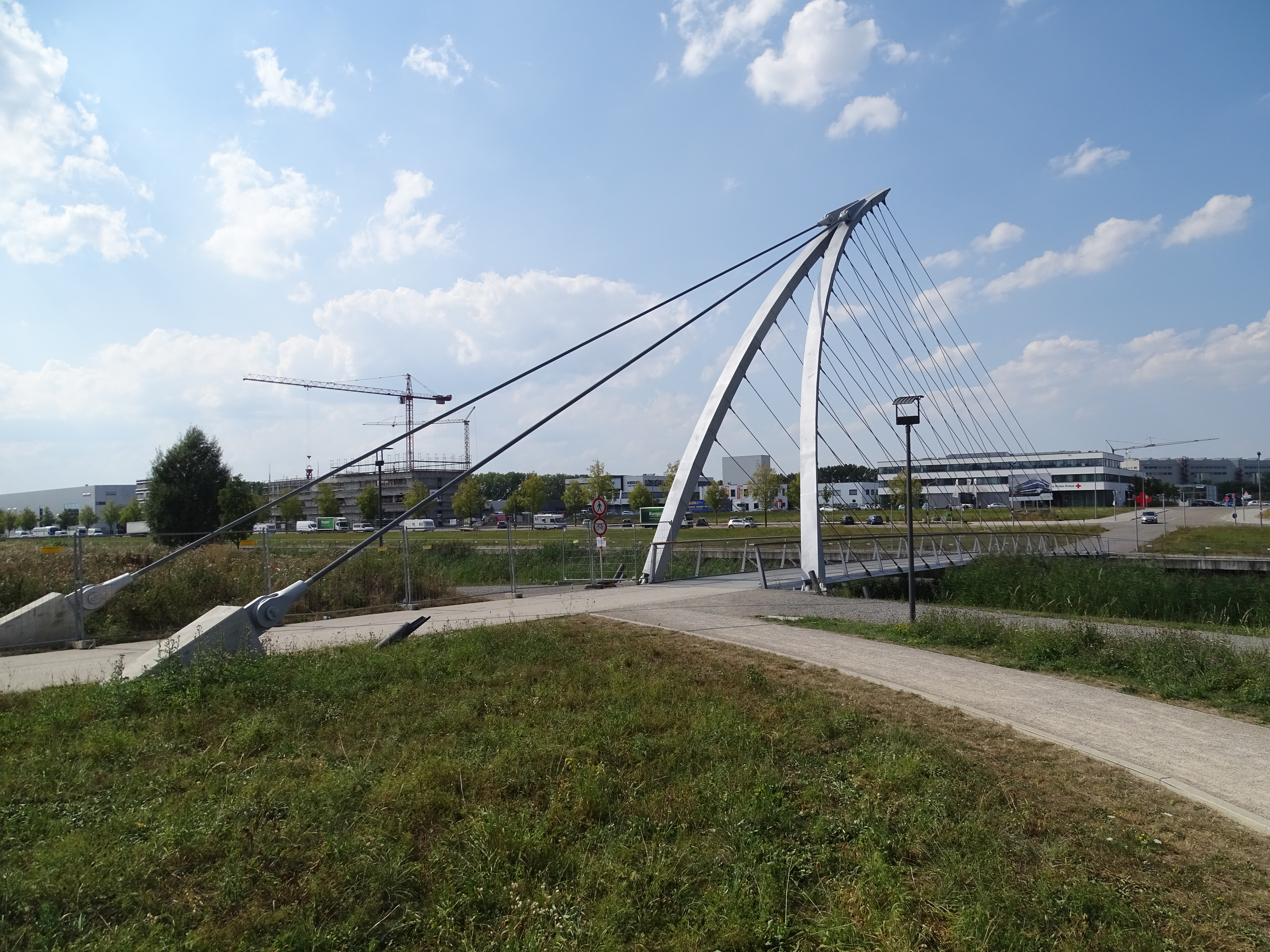
Harfenbrücke

Der Lange See wird etwa in der Mitte von der „Harfenbrücke“, einer filigranen Fuß- und Radwegbrücke, überspannt. Sie wurde vom Büro Schlaich Bergermann und Partner konzipiert und im Oktober 2016 eingeweiht. Ihre Gesamtlänge beträgt 50 m, die Spannweite 47 m. Der Pylon ist 15 m hoch, seine Beine sind sowohl in der Draufsicht als auch in der Seitenansicht gekrümmt und treffen sich an der Spitze zu einem trapezförmigen Querschnitt. 28 Seile tragen die Fahrbahn. Die Gesamtkosten der Brücke betrugen 1,1 Mio Euro.

### Flugfeldklinikum
Auf rund 50.000 m² entsteht das neue Klinikum Sindelfingen-Böblingen mit rund 700 Betten. Das neue Klinikum wird die Kliniken Sindelfingen in der Arthur-Gruber-Straße und die Kliniken Böblingen in der Bunsenstraße ersetzen und zentral vereinigen. Der Komplex erstreckt sich auf beiden Seiten der Elly-Beinhorn-Straße. Der Träger ist weiterhin der Klinikverbund Südwest. 2025 soll die Eröffnung stattfinden.